# Udon

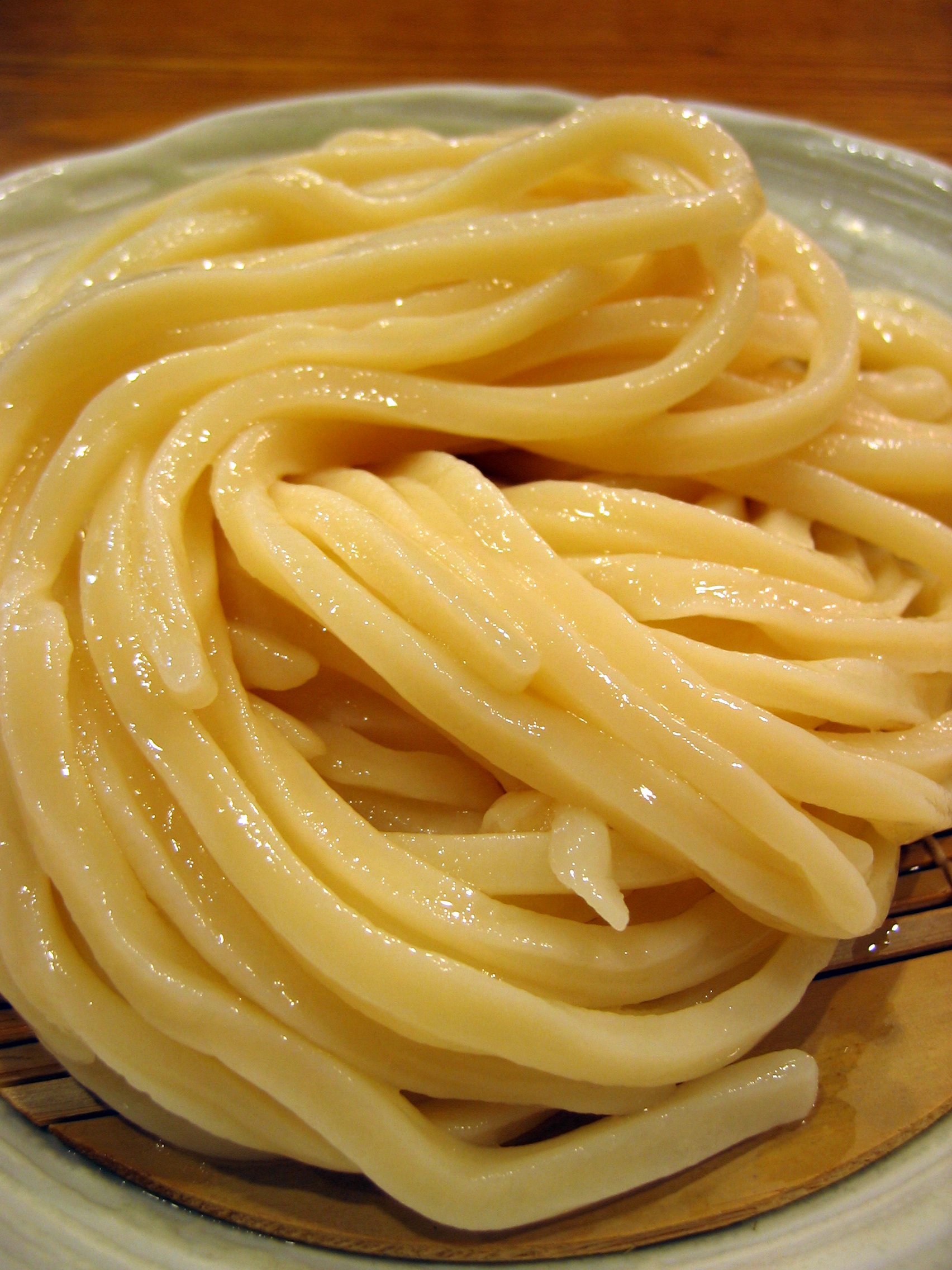
Udonnudeln – うどん

Udon (jap. うどん, Kanji 饂飩) ist eine Nudelsorte der japanischen Küche. Sie wird aus Weizenmehl, Speisesalz und Wasser hergestellt, besitzt eine weiße bis cremeweiße Farbe und eine weiche und elastische Konsistenz. Die Udon sind die dicksten Nudeln der japanischen Küche und werden zu vielen verschiedenen Gerichten verarbeitet. Vorläufer der Udon kamen wahrscheinlich schon im ersten Jahrtausend aus China nach Japan und sind dort an die lokalen Vorlieben angepasst worden. Zusammen mit anderen Nudelsorten wie Soba zählen sie zu den traditionellen Nudeln der japanischen Küche, während beispielsweise Ramen als chinesische Nudeln angesehen werden. In der Präfektur Kagawa sind Udon besonders beliebt, die dort verbreiteten Sanuki-Udon sind meist etwas dünner als andere Udon. Dünne Weizennudeln werden Sōmen genannt, während Hiyamugi zwischen beiden liegen.

## Beschreibung und Zubereitung

### Allgemein

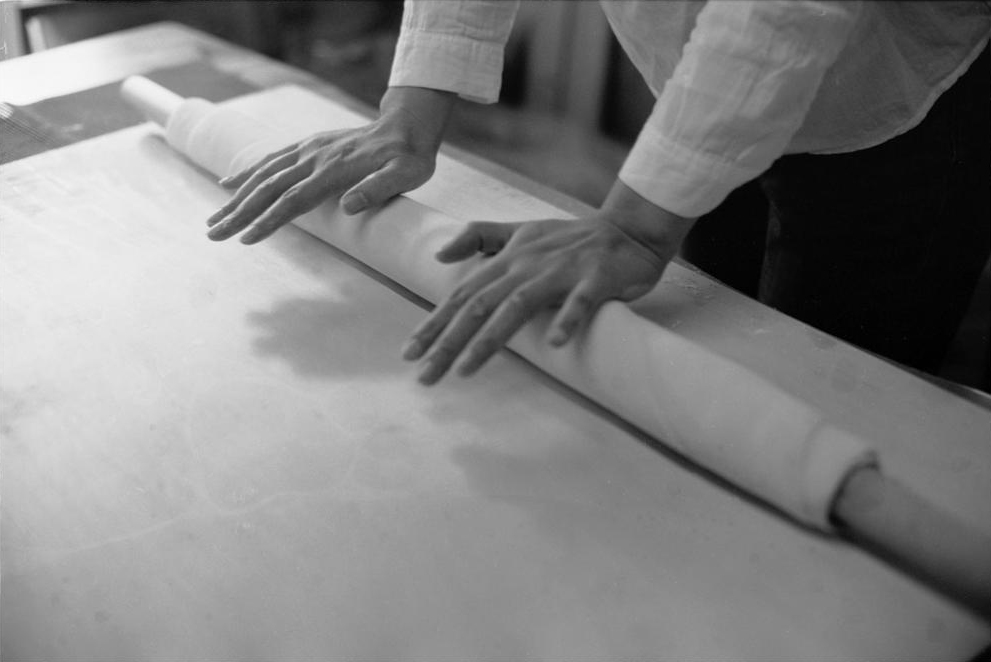
Ausrollen des Udon-Teigs

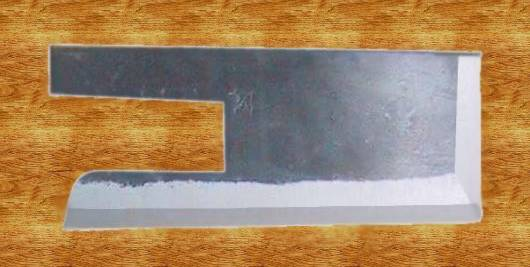
Udon kiri, ein spezielles Messer zum Nudelnschneiden. Der Griff ist oben links, die Schneide unten.

Udon sind weiße oder cremeweiße Nudeln mit einer weichen und elastischen Konsistenz. Sie werden ausschließlich aus Weizenmehl, Salz und Wasser hergestellt, traditionell wird Meerwasser für die Zubereitung verwendet. Das Verhältnis zwischen den Zutaten liegt meist bei 100 Teilen Weizenmehl, 42 bis 45 Teilen Wasser und 2 bis 5 Teilen Salz. Die genaue Menge der Zutaten wird oftmals vom Koch in Abhängigkeit von der Art der zubereiteten Udon, den Ansprüchen an die Konsistenz der Nudeln und auch dem am Tag vorherrschenden Wetter variiert. Zur Herstellung der Nudeln wird Weizenmehl verwendet, welches aus Weizen mit einem geringen bis mittleren Eiweißanteil von 8 bis 10 % gewonnen wird. Dies entspricht auf dem Weltmarkt als „semi-soft wheat“ (halb-weicher Weizen) gehandelten Sorten. Diese werden mit einem geringen Mineralstoffgehalt von 0,36 bis 0,4 % ausgemahlen.
Die Zutaten werden zu einem sehr festen Teig geknetet, der sich mit der Hand nur sehr schwer bearbeiten lässt. Daher wird der Teig zwischen biegsame Bögen, die heute meist aus Kunststoff bestehen, gelegt und mit den Füßen so lange getreten, bis er elastisch genug ist, um ausgerollt zu werden. Bei der kommerziellen Herstellung von Udon wird jedoch der Arbeitsschritt des Teigknetens oftmals von speziellen Maschinen übernommen.
Der Teig wird zur Herstellung der Nudeln gleichmäßig dünn ausgerollt, gefaltet und mit einem speziellen Messer, dem Udon kiri, geschnitten. Die so entstehenden Nudeln sind meist verhältnismäßig dick, jedoch werden beispielsweise die in der Präfektur Kagawa (historisch: Provinz Sanuki) auf der Insel Shikoku verbreiteten „Sanuki Udon“ dünner geschnitten. Mit einer Dicke von 2,0 bis 3,9 mm sind Udon die dicksten Nudeln der japanischen Küche, nur die Bandnudeln Hira-men sind breiter, dafür aber flacher. Die frischen Nudeln werden in kochendes Wasser gegeben; sobald dieses wieder aufkocht, wird kaltes Wasser hinzugegeben. Fängt daraufhin das Wasser wieder an zu kochen, sind die Nudeln gar.

### Industriell hergestellte Udon

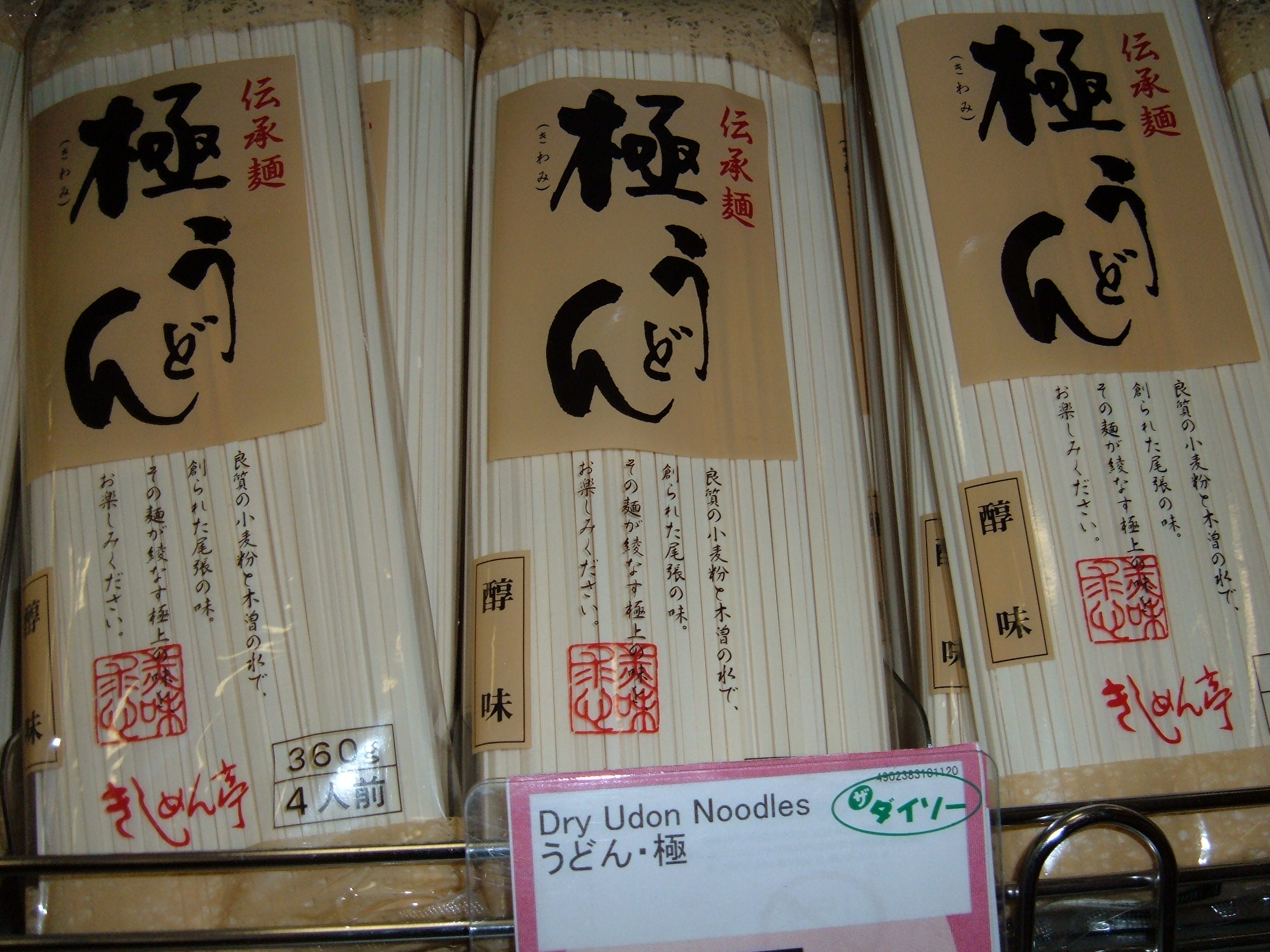
Getrocknete Udon

Bei der industriellen Herstellung von Udon wird der Teig von einer Maschine in Streifen verschiedener Dicke geschnitten. Die so hergestellten Nudeln können in drei verschiedenen Formen verkauft werden. Getrocknete Nudeln werden als Kan-men (かんめん, 乾めん oder 乾麺) bezeichnet, bereits gekochte Nudeln nennt man Yude-men (ゆでめん, ゆで麺 oder 茹で麺). Als ungekochte, nicht getrocknete Nudeln werden Udon nur sehr selten verkauft, diese Form der Nudeln wird als Nama-men (なまめん, なま麺 oder 生麺) bezeichnet.
Am häufigsten werden Udon als bereits gekochte Nudeln verkauft. Sie können dabei unverpackt, nur sehr einfach verpackt oder in sterilisierten Plastikverpackungen angeboten werden. Die Nudeln werden dafür für 10 bis 25 Minuten in kochendem Wasser mit einem pH-Wert von 5,5 bis 6 gekocht und haben anschließend etwa das 2,5- bis 4-fache Gewicht des für die Nudeln verwendeten Mehls. Für den Verkauf von gekochten Nudeln in sterilisierten Plastikverpackungen werden diese mit Wasser und Milchsäure oder Natriumbenzoat als Konservierungsmittel verpackt und anschließend für mehr als 40 Minuten bei über 90 °C pasteurisiert. Die Nudeln können auf diese Weise für über drei Monate haltbar gemacht werden.
Sollen die frischen Nudeln getrocknet werden, muss ein spezieller Trocknungsprozess durchgeführt werden, da die relativ dicken Nudeln sonst durch zu schnelles Trocknen zu stark belastet würden und dabei brechen könnten. Dieser Prozess ist in drei Teile gegliedert: Zunächst wird den Nudeln bei relativ geringer Temperatur von etwa 15 bis 20 °C die Feuchtigkeit nahe der Oberfläche entzogen. Dies verringert die Zugbelastung in den Nudeln, die durch das eigene Gewicht hervorgerufen wird. Im zweiten Schritt wird bei relativ hoher Luftfeuchtigkeit von 70 bis 80 % und einer Temperatur von 30 bis 35 °C weitere Feuchtigkeit entzogen, wobei ein Gleichgewicht zwischen austretender Feuchtigkeit und der inneren Feuchtigkeitsverteilung gegeben sein muss. Im letzten Schritt wird der Gesamtfeuchtigkeitsgehalt der Nudeln auf etwa 14 % gesenkt, dabei wird nach und nach die Temperatur gesenkt, um ein Brechen der Nudeln zu vermeiden.

## Geschichte
Im Gegensatz zu anderen japanischen Nudelsorten, wie die als direkt aus der chinesischen Küche übernommen geltenden Ramen, werden Udon zusammen mit Soba zu den traditionelleren Nudelsorten Japans gezählt. Es gibt unterschiedliche Angaben darüber, wann die ersten Nudeln in Japan eingeführt wurden. Entweder sind sie bereits in den ersten Jahrhunderten unserer Zeitrechnung oder aber erst im 8. Jahrhundert aus China nach Japan gekommen und dort von der lokalen Kultur aufgegriffen und entsprechend angepasst worden. Aus der Muromachi-Zeit (von 1338 bis 1573) sind Udon meistens nur als Nahrung in Tempeln bekannt, die weite Verbreitung der Udon wird in der Edo-Zeit (1603 bis 1868) angesiedelt. Die älteste bekannte Beschreibung der Herstellung stammt aus dem Rezeptbuch Ryōri monogatari (料理物語, deutsch: „Küchengeschichten“) von 1643. Besondere Beliebtheit genossen Udon in dieser Zeit in der Gegend um Ōsaka und Kyōto. Auch im in der Edo-Zeit entstandenen Kabuki-Theater, welches viele Anspielungen auf zeitgenössische Trends verarbeitete, tauchen Udon auf: Im 1713 erstmals aufgeführten Stück Sukeroku (助六) rempelt der Udon-Verkäufer Fukuyama eine der Hauptfiguren (Kanpera Monbee) an und verweist damit auf einen Udon-Laden, der sich in der Nähe des Theaters befand.
Mit der sogenannten Meiji-Restauration (ab 1868), in der sich das zuvor isoliert gehaltene Land anderen Kulturen öffnete, änderten sich auch die Ernährungsgewohnheiten und gleichzeitig damit die Herstellung von Nahrungsmitteln. 1884 wurde durch T. Masaki die erste Maschine zur Herstellung von Nudeln in Japan vorgestellt, was die industrielle Produktion der Nudeln revolutionierte. Mit der steigenden Bedeutung der industriellen Lebensmittelproduktion stieg auch das Interesse an wissenschaftlicher Beschäftigung mit Nahrungsmitteln. Die meisten aktuellen Studien in diesem Gebiet werden von öffentlichen Einrichtungen und Universitäten oder aber privat durch die Lebensmittelindustrie finanziert. Mit den physikalischen Eigenschaften gekochter Udon aus unterschiedlichen japanischen Mehlsorten beschäftigte sich bereits eine Arbeit von T. Shimizu et al. aus dem Jahr 1958. Hara et al. stellten 2003 fest, dass Udon, die in schwach elektrolysiertem Wasser gekocht werden, eine geringere Gelierung der Stärke aufweisen, was sich in einer geringeren Biegsamkeit der Nudeln widerspiegelt. Viele Arbeiten beschäftigen sich mit mathematischen Modellen des Trocknungsprozesses von Udon. Die Modelle sollen dabei helfen, das Brechen der Nudeln vorherzusagen beziehungsweise durch Optimierung des Prozesses das Brechen zu vermeiden. Beispiele für solche Modelle sind in den Arbeiten von Tadao Inazu et al. (2005) und Jie Yu Chen et al. (2000) zu finden.

## Varianten
Udon werden in der japanischen Küche in unzähligen Variationen gereicht, die Gerichte lassen sich nach unterschiedlichen Eigenschaften kategorisieren. So wird beispielsweise unterschieden, ob die Nudeln warm oder kalt serviert werden, oder ob sie in eine Sauce gedipt, in Brühe, ganz ohne Brühe oder Sauce, in Eintöpfen oder anderweitig zubereitet gereicht werden. Einige der Varianten können sowohl mit Udon als auch mit Soba zubereitet werden, in einigen Restaurants kann man zwischen beiden Nudelarten wählen. Viele der Zubereitungsarten besitzen sehr poetische Namen und sind oft nach Legenden und Mythen benannt, die zu ihrer Entstehung geführt haben sollen.
Zu den bekanntesten Udon-Gerichten gehören:
- Kake Udon (掛けうどん, auch かけうどん): Heiße Nudeln in heißer Brühe auf Basis von Fisch und/oder Sojasauce. Diese Brühe wird Kake Jiru genannt und gilt als Basisbrühe für verschiedene andere Nudelgerichte. Einige der in Folge aufgezählten Variationen unterscheiden sich von Kake Udon durch eine bestimmte Auswahl an Beilagen.[18]
- Bukkake Udon (ぶっかけうどん ‚Übergossene Nudeln‘): Heißes oder kaltes Gericht, bei dem die Nudeln mit verschiedenen Zutaten belegt und anschließend mit Brühe übergossen werden.[19]
- Dojōjiru (ドジョウじる): Eintopfgericht aus Ostasiatischen Schlammpeitzger (dojō, 泥鰌), frischen Udon, Gemüse, frittiertem Tofu und anderen Zutaten. Diese werden in einer Brühe aus getrockneten Sardinen gekocht und mit Miso abgeschmeckt. Dojojiru wird traditionell in der Sanuki-Region bei sommerlichen Dorffesten gereicht.[20]
- Kamaage Udon (釜揚げうどん, auch かまあげうどん): Heiße Udon werden mit etwas Kochwasser in einer Schüssel serviert. Vor dem Essen werden die Nudeln in einen würzigen Dip getunkt.[17]
- Karē Udon (カレーうどん ‚Curry Udon‘): Heiße Udon in Currysauce nach japanischer Art.[21]
- Kitsune Udon (きつねうどん ‚Fuchs-Udon‘): Heiße Udon in Brühe mit frittiertem Tofu. Der Name beruht auf der Legende, dass Füchse (Kitsune) sehr gerne frittierten Tofu äßen.[5]
- Nabe-yaki Udon (鍋焼きうどん): Eintopfgericht mit Pilzen, Gemüse, Ei, Fleisch, Udon und gelegentlich auch Shrimp-Tempura. Das Gericht wird in einem Steintopf zubereitet und serviert, es wird vor allem im Winter gegessen.[5][18]
- Niku udon (肉うどん oder にくうどん ‚Fleisch-Udon‘): Heiße Nudeln werden mit Sojasauce und gesüßtem Rindfleisch belegt.[19]
- Tanuki Udon (たぬきうどん): Heiße Udon in Brühe mit Stücken frittierten Tempura-Teigs. Tanuki ist der japanische Name für den Marderhund, der in Legenden als listiges Tier dargestellt wird. Er soll das Gemüse und den Fisch, die sich normalerweise im Tempura-Teig befinden, gestohlen haben. Dadurch bleiben nur noch Krümel des Teigs zurück, die dann als Beilage zur Udon-Suppe gereicht werden.[5]
- Tempura Udon (天婦羅うどん, auch てんぷらうどん): Heiße Nudeln werden mit Tempura – meist aus Shrimps, aber auch aus Gemüse – belegt.[19]
- Tsukimi Udon (月見うどん ‚Mond-Schau-Udon‘): Heiße Udon in Brühe mit einem rohen Ei. Der Name verweist auf die Ähnlichkeit des Eigelbs mit dem Vollmond[18] und wird auch zum Tsukimi-Fest gegessen.
- Uchikomi Udon (うちこみうどん): Eintopfgericht aus Udon, Gemüse, frittiertem Tofu und anderen Zutaten, gekocht in einer Brühe aus getrockneten Sardinen. Miso oder Sojasauce können den Geschmack des Gerichtes abrunden. Ein typisches Gericht aus der Sanuki-Region.[20]
- Yaki Udon (焼きうどん ‚Gebratene Udon‘): Pfannengericht, ähnlich Yakisoba, jedoch werden anstatt anderer Nudeln Udon verwendet. Neben Algen, Gemüse und Fleisch ist eine dickflüssige Sojasauce Bestandteil des Gerichts.[22]
- Zaru Udon (ざるうどん): Kalte Nudeln, die auf einem Zaru genannten Bambussieb serviert werden. Vor dem Essen werden die Nudeln in einen würzigen Dip getunkt.[17]

In Korea sind die Nudeln besonders als Fertiggericht, aber auch in Imbissen verbreitet. Die koreanische Aussprache /ondon/ 饂飩 nach den japanischen Kanjis – in Korea Hanjas genannt – ist nicht üblich, stattdessen ist das Nudelgericht als Udong (우동) bekannt. Die Udonnudeln selbst wird in Korea Udong-myeon (우동면) genannt.

## Nährwert
100 g getrocknete, biologisch hergestellte Udon haben einen physiologischen Brennwert von 1478 kJ (353 kcal). Die Nudeln besitzen einen Glykämischen Index (GI), der mit anderen Nudeln wie beispielsweise Spaghetti vergleichbar ist. Wird Weißer Reis als Referenznahrungsmittel mit einem GI-Wert = 100 bewertet, haben Udon einen deutlich geringeren durchschnittlichen Wert von GI = 58.
| Brennwert          | Fett  | Eiweiß | Kohlenhydrate | Natrium |
| ------------------ | ----- | ------ | ------------- | ------- |
| 1478 kJ (353 kcal) | 1,7 g | 12,4 g | 72,3 g        | 660 mg  |

Quelle:

## Bedeutung

### Wirtschaftliche Bedeutung

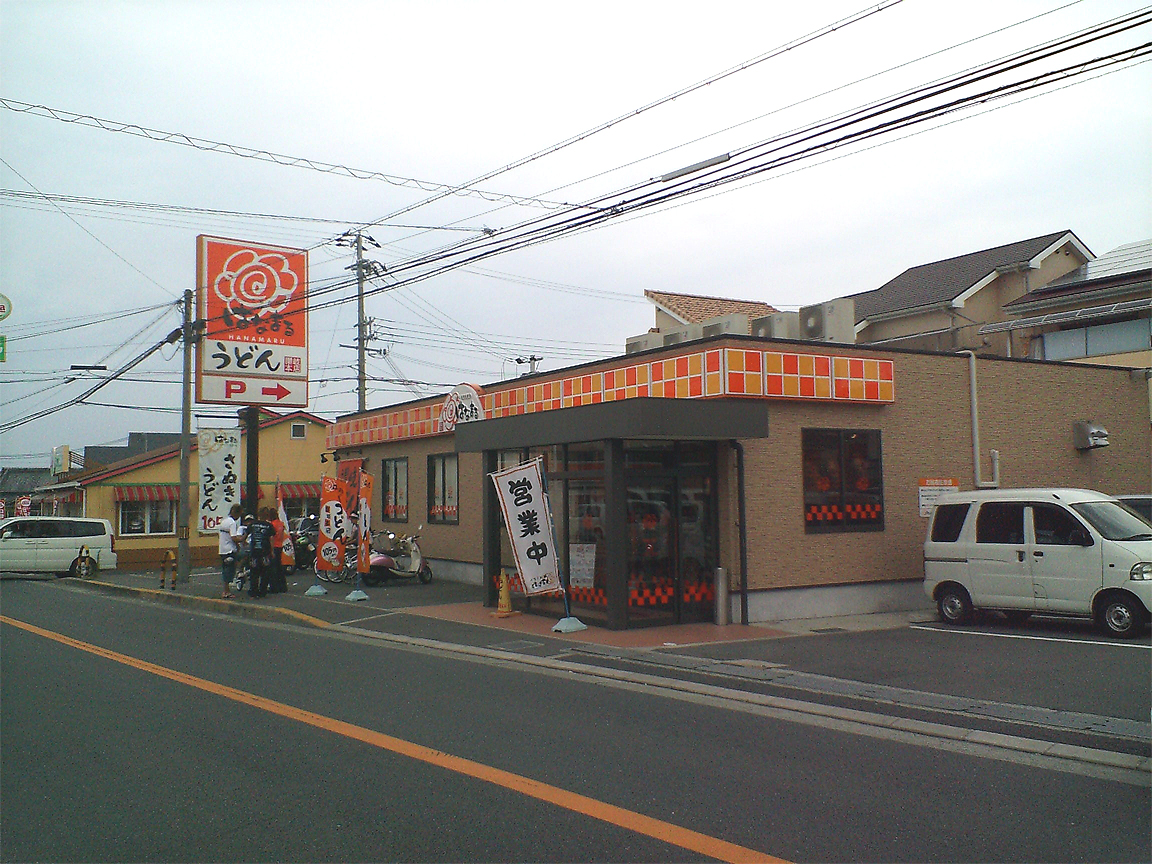
Hanamaru Udon-Kette, Izumi 2009

Führend in der Produktion von Udon ist die Präfektur Kagawa, flächenmäßig die kleinste der Präfekturen Japans. Im Jahr 2005 wurden in Japan etwa 33.200 Tonnen Weizenmehl zu frischen Udon verarbeitet, wovon die Udon-Herstellung der Präfektur Kagawa mit 9766 Tonnen 29,4 % ausmachte. Bei getrockneten und vorgekochten Udon sind die Zahlen vergleichbar: Japanweit wurden hierfür etwa 45.600 Tonnen beziehungsweise etwa 184.200 Tonnen verwendet, wovon auf die Präfektur Kagawa 12.091 Tonnen (26,5 %) beziehungsweise 39.796 Tonnen (21,6 %) entfielen.
Die Zahl der Udon-Restaurants in der Präfektur Kagawa wird auf über 700 geschätzt. Der größte Teil dieser Restaurants wird als normales Restaurant betrieben; Selbstbedienungsshops, in denen der Kunde die Nudeln selbst aufwärmen und Beilagen auswählen muss, sind jedoch ebenfalls weit verbreitet. Die größte Kette von Udon-Restaurants besitzt die heute zu Yoshinoya Holdings Co., Ltd. (株式会社吉野家) gehörende Firma Hanamaru (株式会社はなまる). Sie wurde Ende 2001 in der Hauptstadt der Präfektur Kagawa Takamatsu mit fünf Restaurants gegründet. Schon Ende 2008 gehörten über 250 Restaurants in ganz Japan und vier Udon-Fabriken zur Firma. Sie erzielten Einnahmen von knapp 18 Milliarden Yen.
Obwohl seit den 1950er Jahren die Menge des nach Japan importierten Weizens ständig zunahm, wurden Udon lange Zeit mit Mehl aus in Japan angebautem Weizen hergestellt. Durch eine schlechte Ernte Anfang der 1970er Jahre war man jedoch gezwungen, sich nach alternativen Mehlsorten umzuschauen. Das aus Western Australia importierte Mehl der Klasse „Australian standard white“ (ASW) erwies sich dabei sogar als den einheimischen Sorten überlegen, was höchstwahrscheinlich an der Stärke-Zusammensetzung des in Australien angebauten Weizens liegt. Insgesamt wurden zwischen April 2008 und März 2009 4,86 Millionen Tonnen Weizen nach Japan importiert, was etwa 90 % des Weizenbedarfs Japans ausmacht. Davon stammen etwa 0,8 Millionen Tonnen aus Australien.

### Gesellschaftliche Bedeutung
Eine Art „Udon-Boom“, durch den die Nudeln in ganz Japan als Spezialität der Präfektur Kagawa bekannt wurden, löste das fünfbändige Buch Osorubeki Sanuki Udon (恐るべきさぬきうどん, deutsch: „Die erstaunlichen Sanuki Udon“) aus. Der erste Band wurde 1993 von Kazutoshi Tao, einem Herausgeber von mehreren Stadtmagazinen, veröffentlicht. Das Buch beschreibt die Udon-Shops der Präfektur und hat sich zu einem Leitfaden für Udon-Fans entwickelt.
Mit dem Ziel, die Kultur um Udon speziell in der Präfektur Kagawa zu fördern und bekannt zu machen, wurde 1984 die Sanuki Udon Kenkyūkai (さぬきうどん研究会, deutsch: „Sanuki-Udon-Forschungsgesellschaft“) gegründet. Mitglieder der Gesellschaft stammen vor allem aus Firmen, die direkten Bezug zu Udon haben, jedoch ist etwa ein Drittel der Mitglieder Universitätsprofessoren. Jährlich wird am 2. Juli in der Präfektur Kagawa der „Udon-Tag“ gefeiert, bei dem die Herstellung frischer Udon-Nudeln im Mittelpunkt steht. Nach einer Vereinbarung der Präfekturverwaltung mit der japanischen Post wurde die Präfektur Kagawa 2011 in Präfektur Udon „umbenannt“, Briefe nach Kagawa können nun auch an die „Präfektur Udon“ adressiert werden.
2006 erschien der Film Udon des Regisseurs Katsuyuki Motohiro, der in grober Anlehnung an die wahre Geschichte des „Udon-Booms“ die Erlebnisse von Kosuke, dem Sohn eines Udon-Restaurant-Besitzers erzählt.